# Puerto de Mersin
El Puerto de Mersin (en turco: Mersin Limanı)  es un importante puerto ubicado en la costa nororiental del mar Mediterráneo en Mersin, en el sur de Turquía. Es el puerto más grande del país. Propiedad de los Ferrocarriles Estatales de Turquía (TCDD), el derecho de explotación se transfirió el 11 de mayo de 2007 al consorcio PSA - Akfen por un período de 36 años. 
La Conexión ferroviaria del puerto trae el tráfico de trenes de carga pesada a Mersin, a través de la línea principal de Adana-Mersin. La infraestructura ferroviaria en el puerto de Mersin es una de los mejores de Turquía.